# Асли и Керем (опера)
«Асли и Керем» (азерб. Əsli və Kərəm) — пятая мугамная опера Узеира Гаджибекова в четырёх действиях и шести картинах. Либретто написано самим композитором по мотивам широко известного в Закавказье одноименного ашугского дастана. В опере, как отмечается, воспевается непобедимая сила любви и духовной красоты человека, раскрывается протест против феодальных отношений в националистических тенденций, пропагандировавшихся представителями клерикальных кругов.
Премьера оперы состоялась 18 (31) мая 1912 года в помещении нынешнего Азербайджанского театра оперы и балета. Режиссёром спектакля был Гусейн Араблинский, дирижировал же сам автор. В ролях выступили Гусейнкули Сарабский (Керем), Ахмед Агдамский (Асли), М. Терегулов (Кара Кешиш), М. Мамедов (Шах Исфахана), Г. Гокчайлинский (Шейх Нурали) и др. Впоследствии оперу ставили во многих городах Кавказа, Средней Азии, Ирана. Помимо Баку опера ставилась и в других городах республики (Агдам, Нахичевань и др.). С 1957 года на сцене театра оперы и балета «Асли и Керем» ставилась в оркестровой редакции композитора Назима Аливердибекова. С 1988 она ставилась на сцене в новой постановке.